# Slam (Band)
Slam ist ein aus Glasgow stammendes schottisches Produzenten-Duo im Bereich Techno.

## Werdegang
Die Band Slam besteht aus den beiden DJs, dem Produzenten Stuart McMillan und dem vormaligen Geografiestudenten Orde Meikle.
Seit 1991 betreibt Slam das Label Soma Quality Recordings in Glasgow, wo auch Produktionen von Künstlern wie Percy X, Funk D’Void, Ewan Pearson oder Silicone Soul entstanden. 1994 erschien Daft Punks Single Alive auf dem Label Soma. Soma hat bis heute bereits über 100 Releases veröffentlicht.
1993 erschien der Track Positive Education, der auch im Videospiel Grand Theft Auto: Liberty City Stories zu hören ist. Weitere bekannte Tracks aus diesem Jahr sind Eterna und Stepback.
Slam hat bereits Remixe für Künstler wie Carl Cox, Underworld oder Luke Slater angefertigt.
Der Track Lifetimes aus dem Jahre 2001 war unter anderem als Musikvideo auf Musiksendern wie z. B. VIVA zu sehen.

## Diskografie
- Snapshots (Soma Quality Recordings, 1995)
- Positive Education (SomaQuality Recordings, 1995)
- Headstates (Soma Quality Recordings, 1996)
- Past Lessons/Future Theories (Distinctive Breaks Records, 2000)
- Alien Radio (Soma, 2001)
- Fabric 09: Slam (Fabric, 2003)
- Year Zero (Soma, 2004)
- Nightdrive (Resist Music, 2005)
- Ekspozicija 4 (Explicit Musick, 2006)
- Human Response (Soma, 2007)
- Machine Cut Noise (Soma, 2016)